# Antoine Étex
Antoine Étex, nacido el 20 de marzo de 1808 en París y fallecido el 14 de julio de 1888, fue un escultor , pintor y arquitecto francés.

## Biografía
Étex fue alumno de Louis Dupaty, James Pradier, Jean-Auguste-Dominique Ingres y Félix Duban. En el año 1829, obtuvo un segundo Premio de Roma por la obra titulada Muerte de Jacinto, compartido con Joseph Brian. El Premio incluyó dos años de estancia en Roma. Visitó Italia, Argelia, Córcega, España, Alemania e Inglaterra.
Expuso sus obras por primera vez en el Salón de París de 1833, entre ellas se incluían una reproducción en mármol de su "Muerte de Jacinto", y el modelo en escayola del colosal grupo escultórico de "Caín y su estirpe maldita por Dios". Dado el éxito alcanzado por esta obra Adolphe Thiers, que era en ese tiempo ministro de obras públicas, le encargó en ese momento la ejecución de dos grupos de y La Resistencia del pueblo francés contra los aliados en 1814 y La Paz de 1815, adosados a la fachada este del Arco de Triunfo de París. Estos últimos , que le darían fama y reputación, fueron presentados ejecutados en mármol en el Salón de 1839. En 1841 presentó en el Salón de París la tumba de Théodore Géricault que le valdría para ser condecorado con la cruz de la Legión de Honor.
Auguste Comte indica en 1853 que durante un tiempo Étex fue su discípulo, pero lamenta su conversión a las ideas socialistas tras el golpe de Estado del 2 de diciembre de 1851. Su hermano, el pintor Jules Louis Étex (1810-1889) fue el autor del único retrato conocido de Clotilde de Vaux.
La capital de Francia contiene numerosos ejemplos de las obras escultóricas realizadas por Étex, incluyéndose entre ellas las de temática religiosa o mitológica así como un gran número de retratos. Entre sus más conocidas producciones arquitectónicas se encuentra la tumba de Napoleón I en los Inválidos y un monumento de la revolución de 1848. La tumba realizada por Étex de Théodore Géricault en el Cementerio del Père Lachaise incluye una figura en bronce del pintor, y una versión en relieve del controvertido cuadro del pintor titulado La balsa de la Medusa en el panel frontal.
Como pintor utilizó diferentes técnicas, principalmente la pintura al óleo, la acuarela y el pastel. Entre las pinturas de Étex cabe destacar su Eurídice y el martirio de San Sebastián. Etex también escribió algunos ensayos sobre temas y sujetos relacionados con las artes.
El último año de su vida lo pasó en Niza, y falleció en Chaville (departamento de Sena y Oise) en el año 1888. Está enterrado en el Cementerio de Montparnasse en París.

## Obras

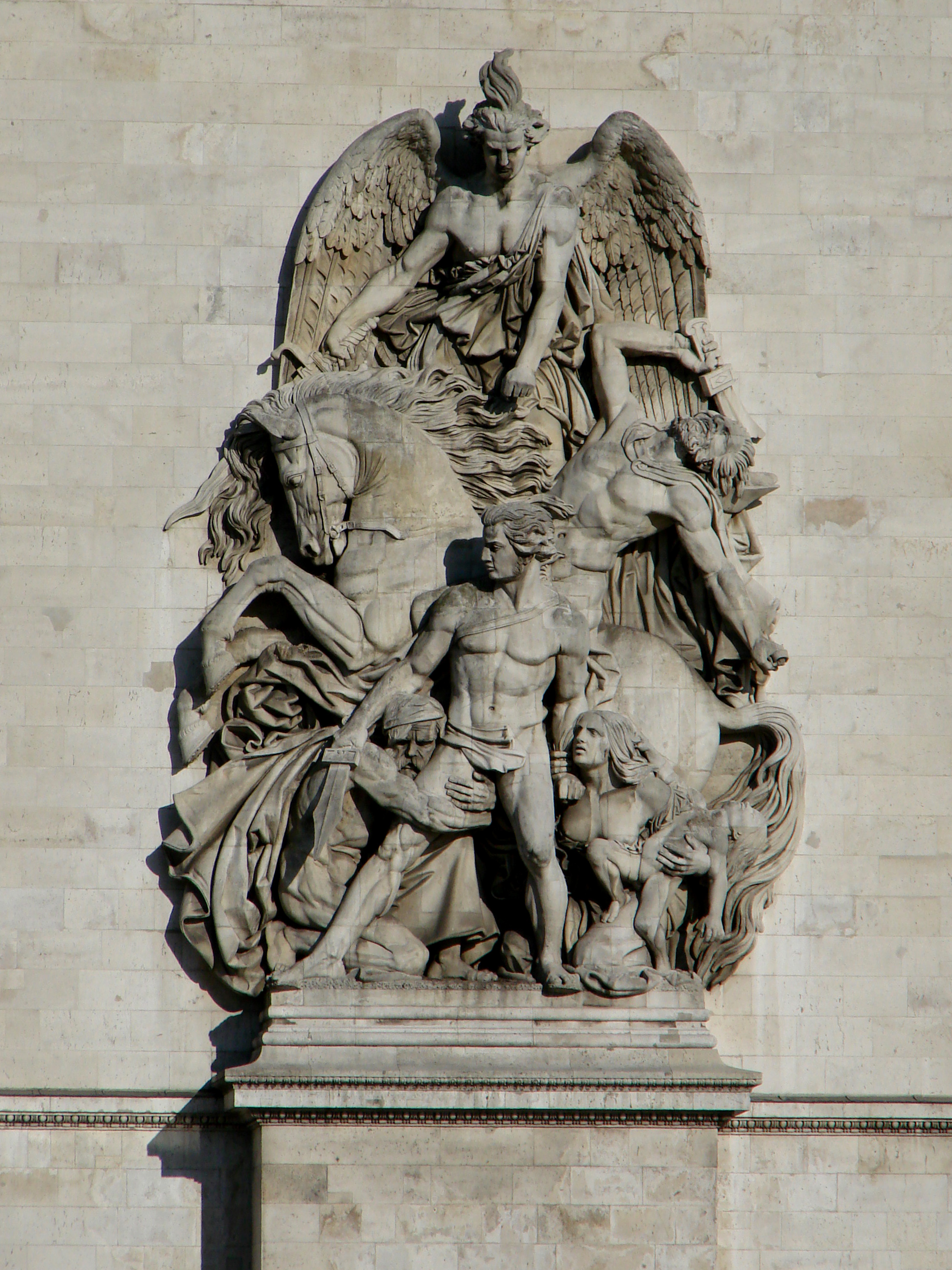
La Résistance de 1814, fachada este del Arco de Triunfo de París.

Entre las mejores y más conocidas obras de Antoine Étex se incluyen las siguientes:
- Estatua de Francisco I en Cognac
- Sainte-Geneviève, mármol, 1830, Clamecy, iglesia colegial Saint-Martin
- Caín y su estirpe maldita de Dios - Caïn et sa race maudits de Dieu, mármol, (1832 - 1839), Lyon, museo de las Bellas Artes. El modelo de este grupo colosal en yeso presentado en el Salón de 1833, se conserva en la capilla de la Salpêtrière en París
- La Resistencia - La Résistance de 1814, piedra, (1833-1837), París, arco de triunfo de la Estrella, fachada este[2]
- La Paz - La Paix, piedra, (1833-1837), París, , arco de triunfo de la Estrella, fachada este[3]
- Tumba de Théodore Géricault, París, Cementerio del Père Lachaise, el modelo en escayola de esta escultura fue expuesto en el Salón de París de 1841, y está conservado en el Museo de las Bellas-Artes de Rouen
- Retrato de Léon Pelet, busto, mármol, 1848, París, museo del Louvre[4]
- Retrato del barón Dufour, alcalde de Metz (1769-1842), medalla, mármol, 1845, Metz, Gran salón del Ayuntamiento
- Medallón del poeta Auguste Brizeux- Médaillon du poète Auguste Brizeux (1803-1858) en el cementerio de Carnel en Lorient ; medalla, mármol, 1858
- Estatua de Pie de General Lecourbe, erigida por suscripción nacional en la plaza de la Libertad de Lons-le-Saunier, 1857: la estatua es acompañada por dos relieves, también de Etex, representando la batalla del puente de Seefeld (1799) y defensa de Belfort en 1815
- Hero y Leandro
- Blanca de Castilla
- Carlos el Grande
- San Agustín
- Los náufragos, escultura de mármol (1867)
- San Benito, rodando por las espinas
- Hércules
- Monumento a Ingres de Montauban

### Ensayos
Los títulos de algunos de los ensayos escritos por Étex son:
- Essai sur le beau (Ensayo sobre la belleza), París, 1851
- Cours élémentaires de dessin (Curso elemental de dibujo) 3. Auflage , 1859
- J. Pradier, étude sur sa vie, etc. (Pradier, estudio sobre su vida), 1859
- Ary Scheffer (1859)
- Beaux-Arts. Dix leçons sur le dessin appliqué aux arts (Bellas Artes. Diez lecciones sobre el dibujo aplicado a las artes)

## Galería

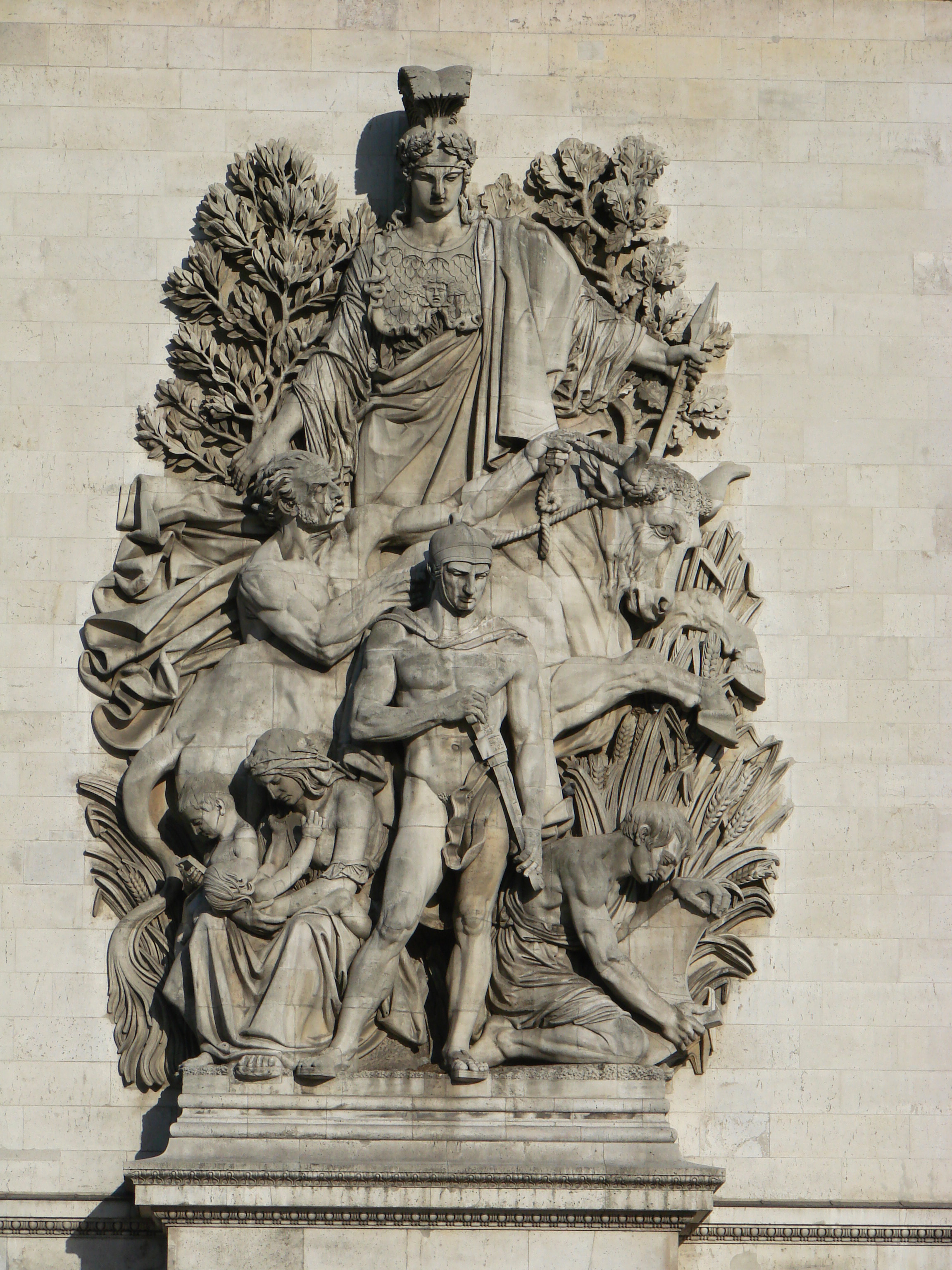
La Paix de 1815, fachada este del Arco de Triunfo de París
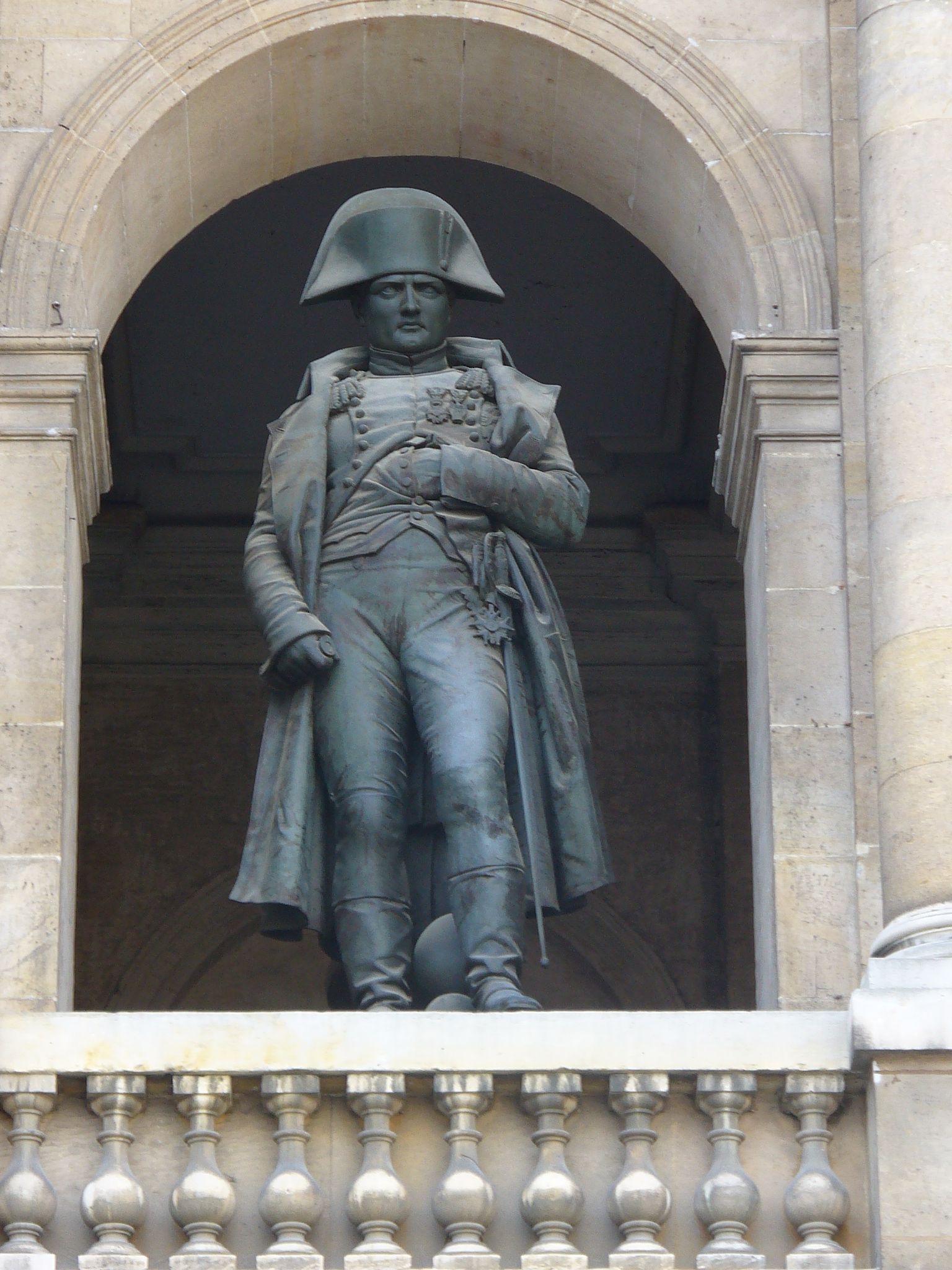
Estatua de Napoleón en Los Inválidos
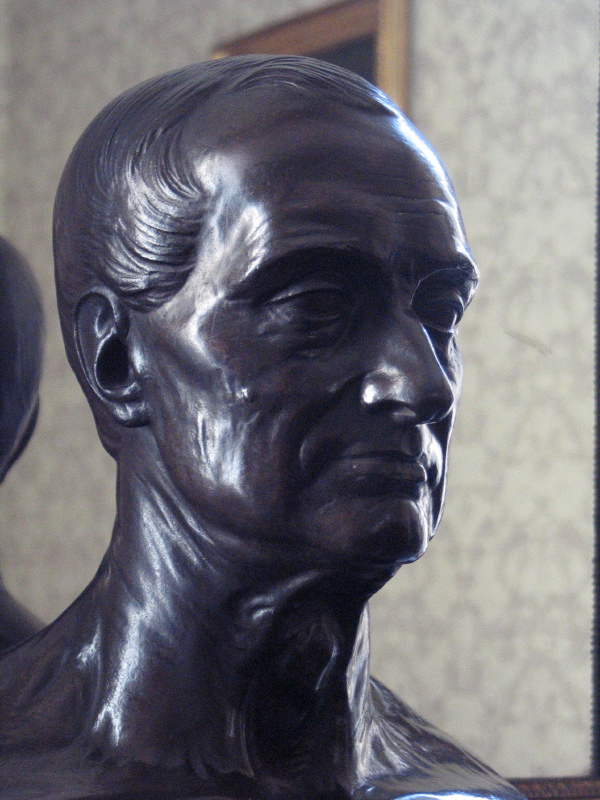
Busto de Auguste Comte
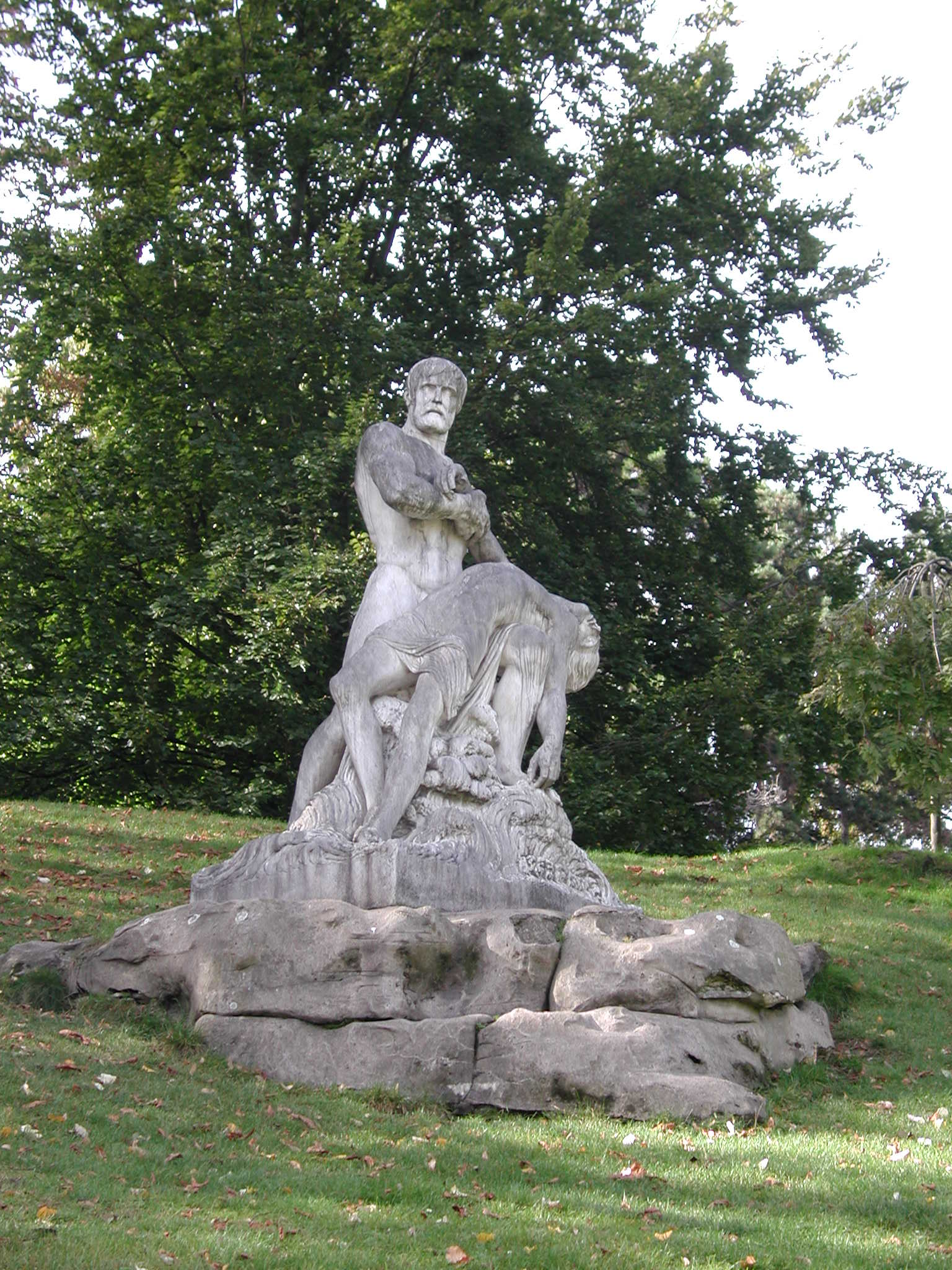
Los náufragos, 1859, Parque Montsouris
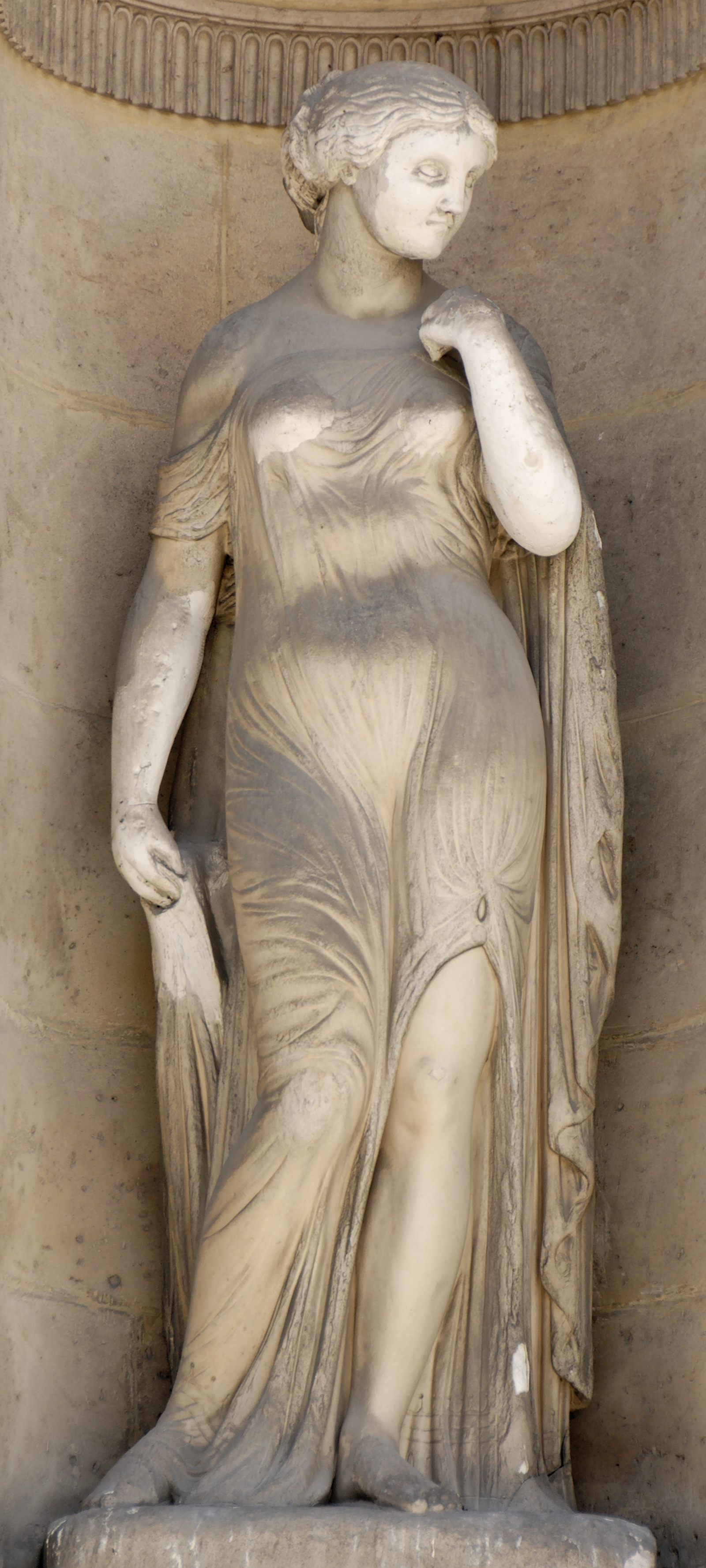
Helena en el cour Carree del Louvre
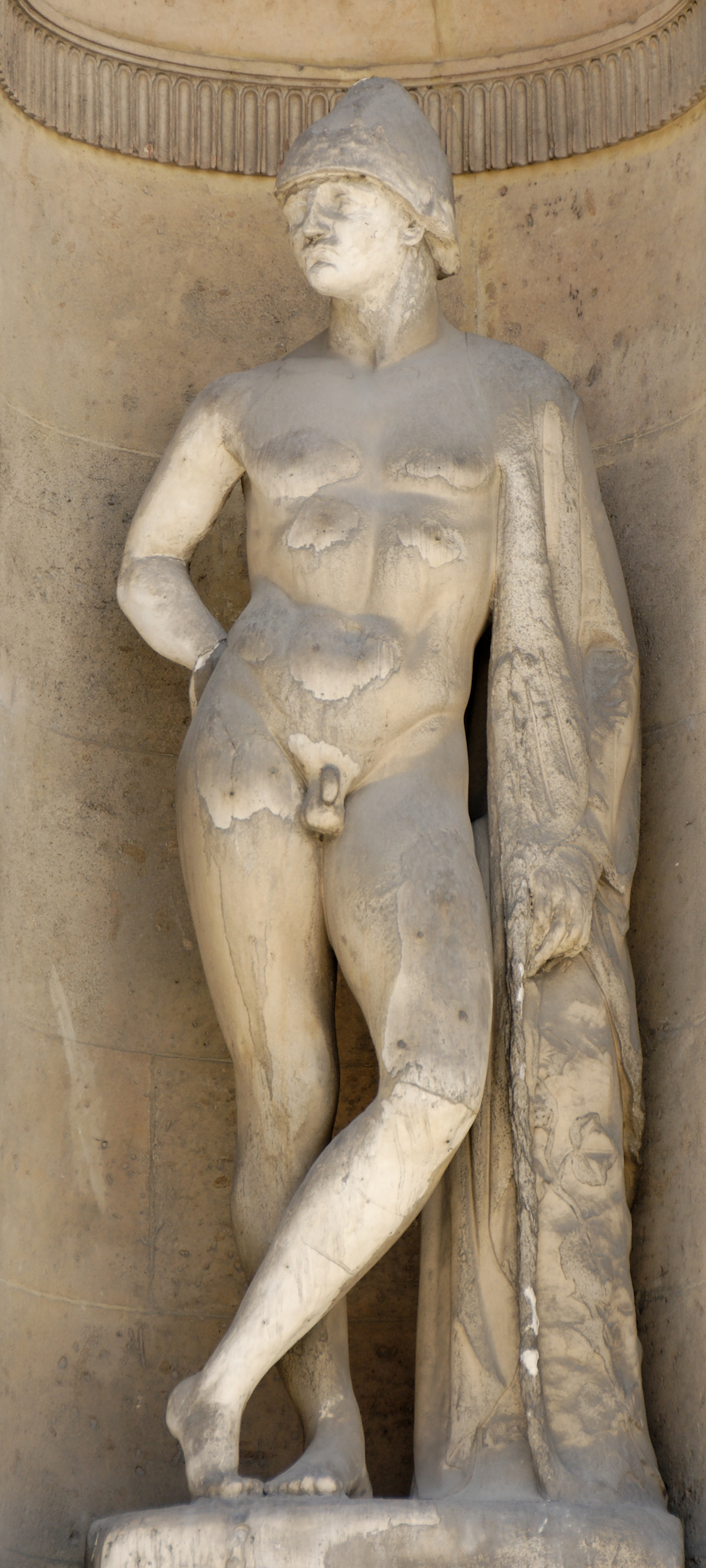
Paris en el cour Carree del Louvre
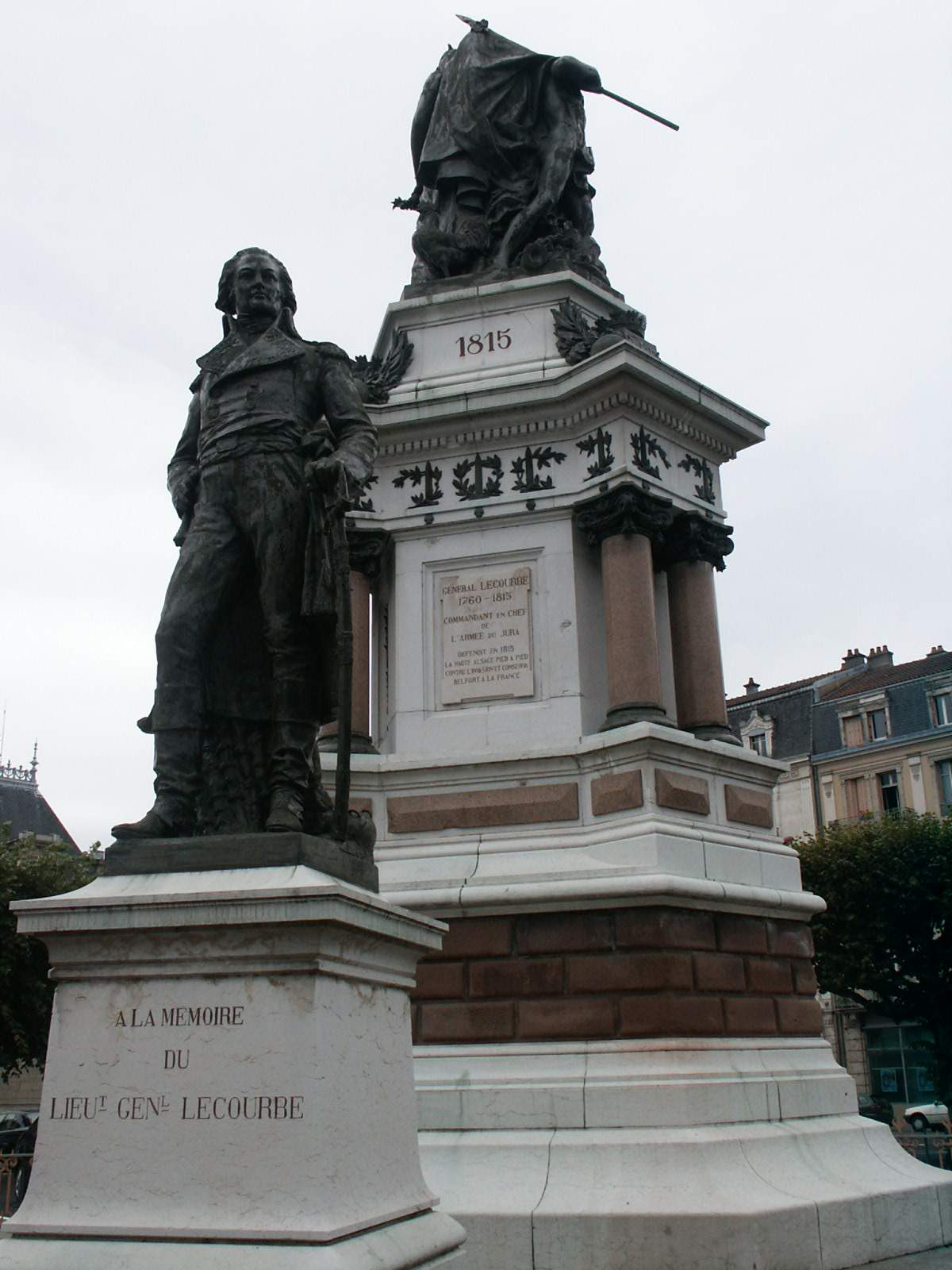
Estatua del general Lecourbe en la Plaza de la República de Belfort

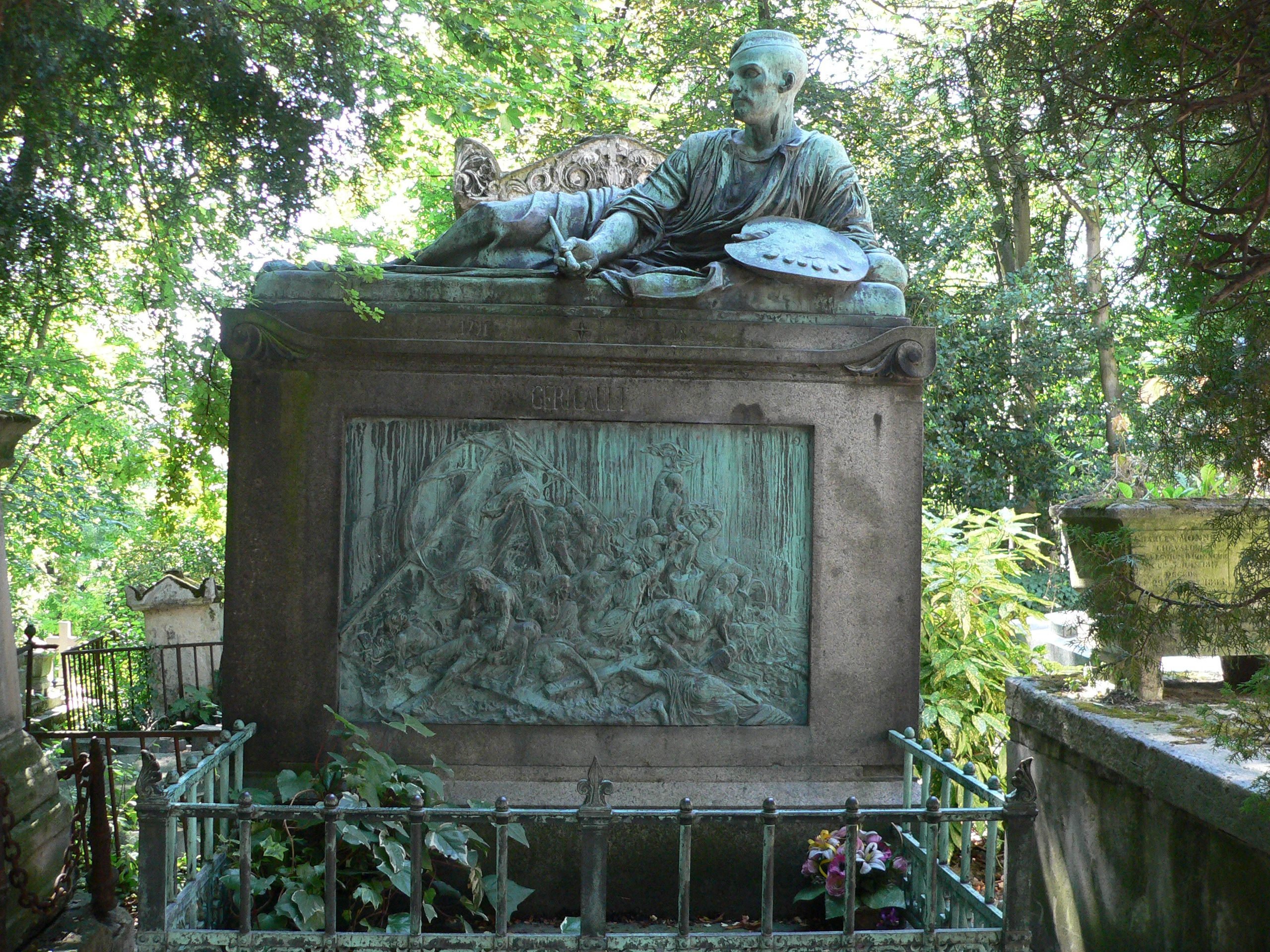
Tumba de Théodore Géricault, con el relieve de la balsa de la Medusa
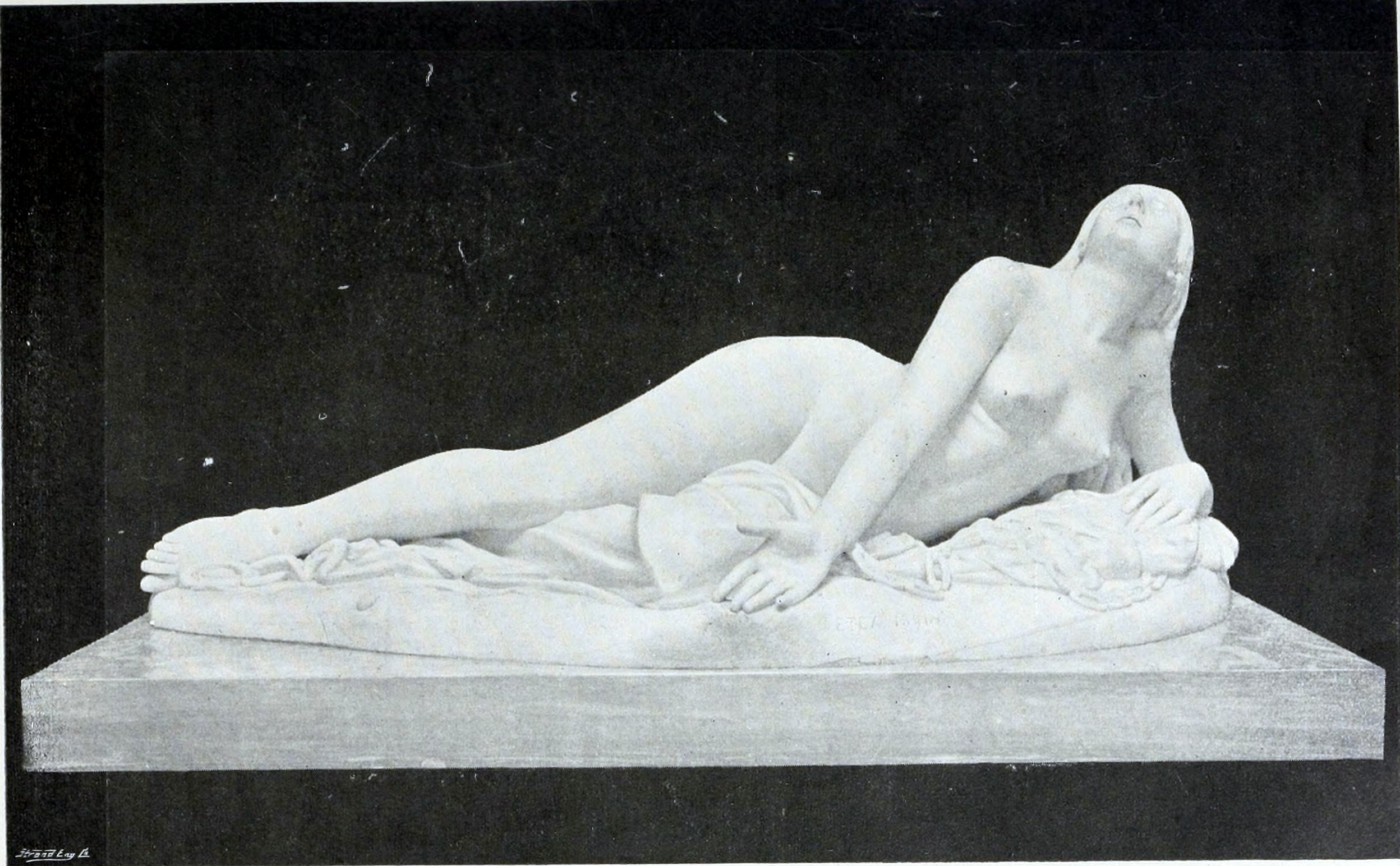
Olimpia
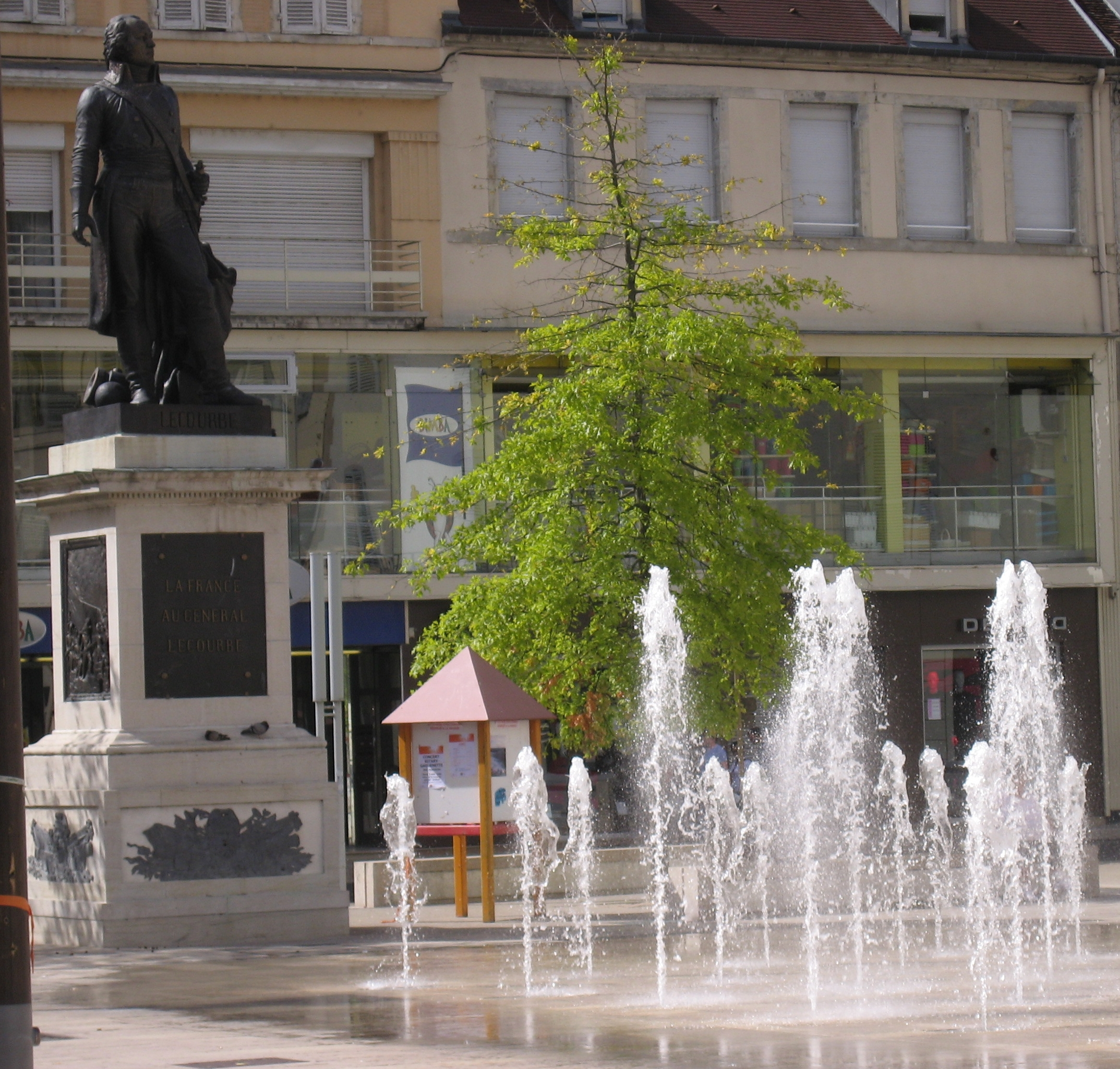
Estatua a Claude Lecourbe en Lons-le-Saunier